# Oxalate d'argent
L'oxalate d'argent est un composé chimique de formule Ag2C2O4. Il est parfois utilisé pour fabriquer des émulsions photographiques à sensibilité ISO faible.